# Föroya Bjór

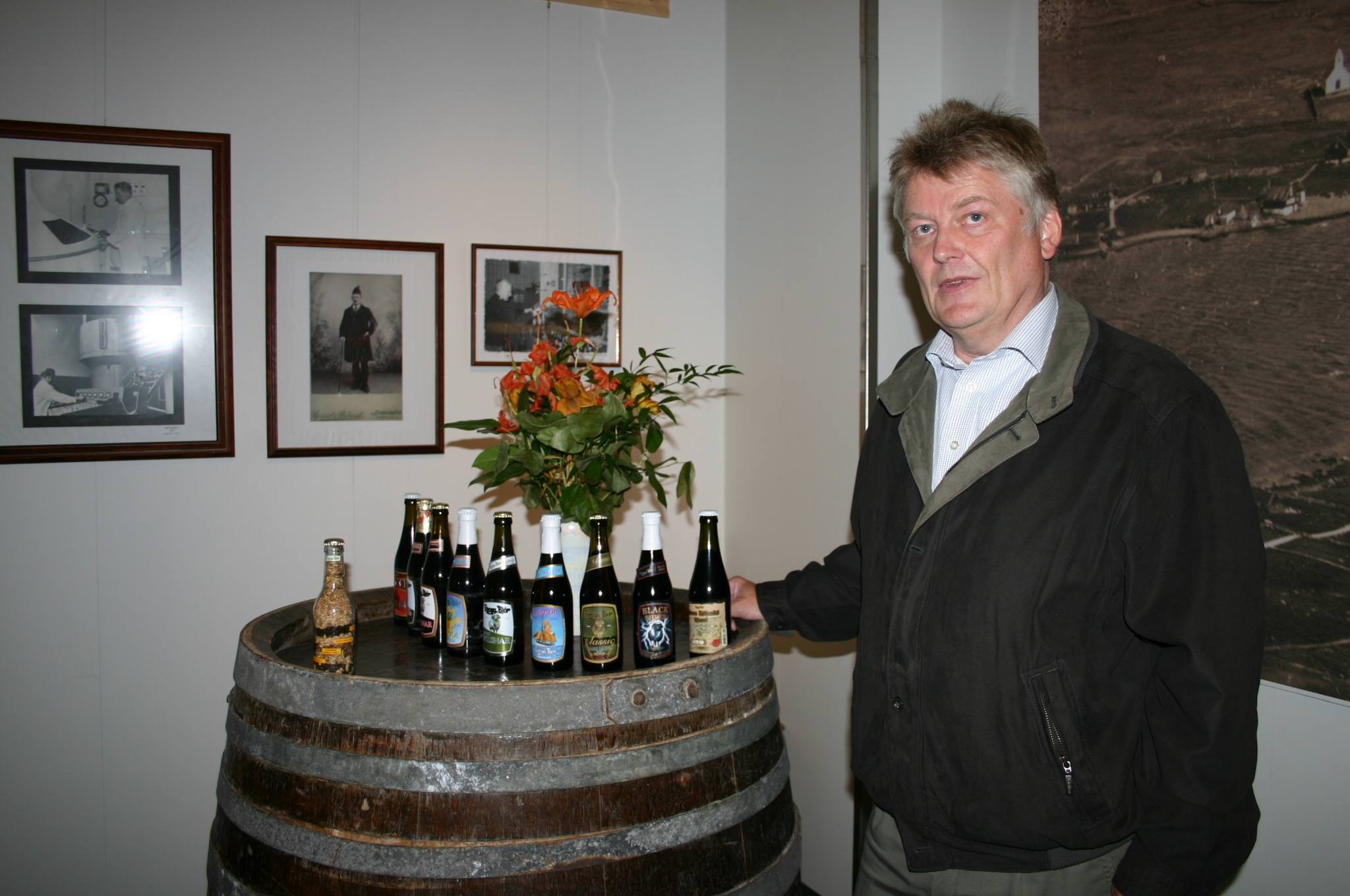
Einar Waag

Föroya Bjór (Färöarnas öl) är ett ölbryggeri i Klaksvík på Färöarna. Föroya Bjór är landets största öltillverkare. Ölet säljs huvudsakligen på Färöarna, men idag går det även att finna i danska städer som Köpenhamn och Vejle.
Namnet är något egendomligt. Öl heter just øl på färöiska medan bjór är en traditionell form av öl. Bokstaven ö används dock sällan, mest i gammaldags stil. Denna stil återfinns även i att bryggeriet skriver Klakksvík, med två stycken k som även det är en äldre stavningsform.
Bryggeriet grundades år 1888 av Símun í Vági (1863−1935). Símuns son Einar Fróvin Waag (1894−1989) blev efterträdare när hans far dog. Idag är det sonen Einar Waag som leder firman, som för övrigt är ett av Färöarnas äldsta företag.
Föroya Bjór levererar omkring 70 % av all pilsneröl och cirka 60 % av all guldöl på Färöarna. Vid sidan av öl producerar firman även mineralvatten som har en marknadsandel på cirka 50 %. Idag har företaget totalt 35 anställda, uppdelade på 19 i Klaksvík och de övriga på säljkontoren i Tórshavn, Leirvík, Skálavík och Tvøroyri

## Galleri

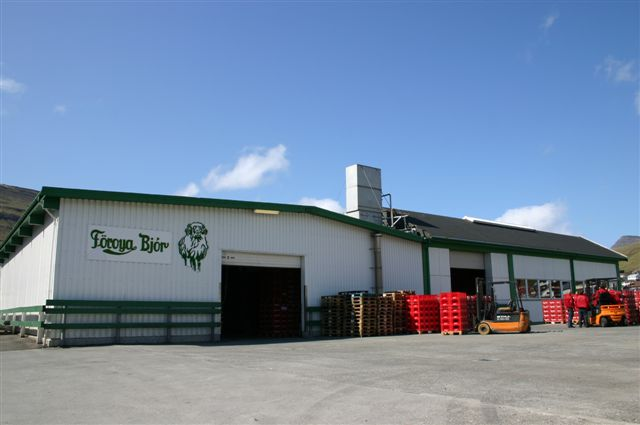
Bryggeriet i Klaksvík
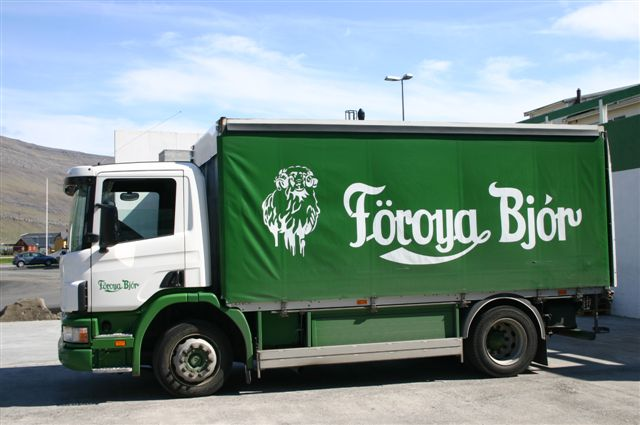
En av bryggeriets ölvagnar
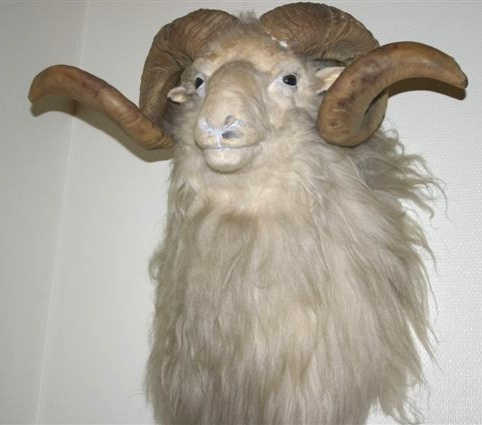
Bryggeriets symbol
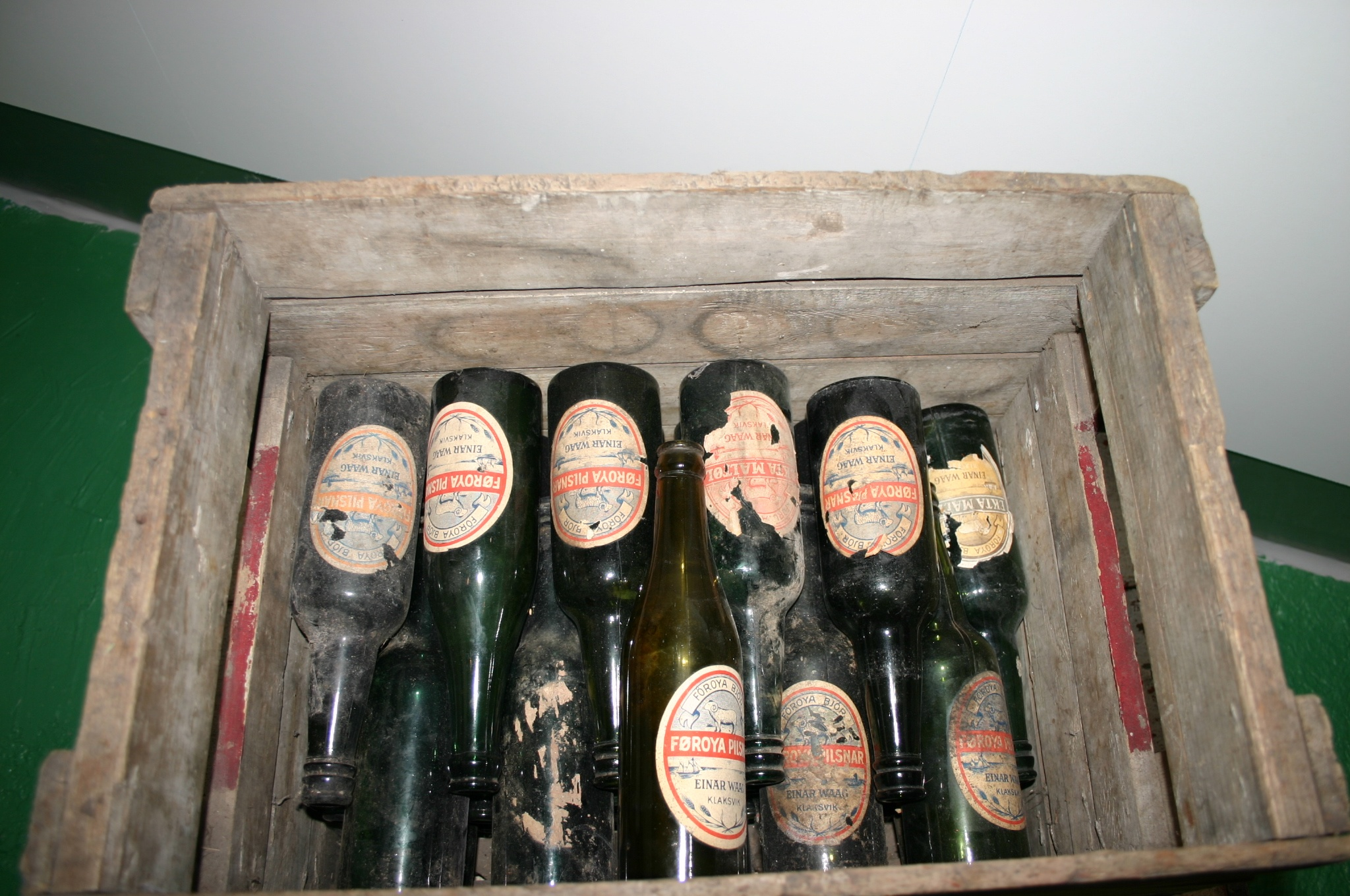
Gamla ölflaskor